# Schaffgotsch Benzin Werke
Schaffgotsch Benzin Werke GmbH – niemiecki zakład karbochemiczny w Zdzieszowicach. Przedsiębiorstwo specjalizowało się w produkcji benzyny syntetycznej. Zostało założone i należało do rodziny Schaffgotschów.

## Historia
Zakład karbochemiczny w Zdzieszowicach wybudowano w latach 1937-1939. Fabryka wchodziła w skład kompleksu przemysłowego koksowni w Zdzieszowicach. Pełne moce produkcyjne osiągnęła w 1941 roku. Do produkcji węglowodorów ciekłych stosowano w niej technologię Fischera-Tropscha. Zdolności produkcyjne zakładów w Zdzieszowicach w czasie II wojny światowej szacowane były przez wywiad USA w przedziale od 60 do 80 tys. ton paliwa rocznie. Realna produkcja nie przekraczała jednak 40 tys. ton rocznie.
W 1944 roku fabryka była ośmiokrotnie zbombardowana przez samoloty należące do 15 Armii Powietrznej Stanów Zjednoczonych Ameryki. W 1945 roku na mocy osobistego dekretu Józefa Stalina cały zakład został zdemontowany przez sowiecki Zarząd Montażowy Nr 1 w Bytomiu (OMU 1) i wywieziony w głąb Związku Socjalistycznych Republik Radzieckich.